# Akersán
Akersán (en árabe: أكرسان‎, en francés: Akersane) es una localidad marroquí perteneciente al municipio de Zarora, en la región de Tánger-Tetuán-Alhucemas. Desde 1912 hasta 1956 perteneció a la zona norte del Protectorado español de Marruecos.